# Isaac López
Isaac López Pérez (Maracena, Granada]], Andalucía, 25 de agosto de 1978) es un exjugador de baloncesto español, Con 1,96 metros de estatura, ocupaba la posición de escolta.

## Clubes
Categorías inferiores. ADCP Sierra Nevada y Oximeca Albolote (Granada)
- 1996-1997   Egabrense EBA
- 1997-1998   Club Deportivo Jóvenes Trabajadores Baloncesto Ferroser Ponferrada EBA
- 1998-1999   Plasencia EBA
- 1999-2000 CB El Ejido EBA
- 2000-2002 Plasencia Galco LEB 2
- 2002-2003 CB Ourense LEB Oro
- 2003-2005 Ciudad de Huelva LEB Oro
- 2005-2007 Alerta Cantabria LEB Oro
- 2007-2008 Bruesa GBC LEB Oro
- 2008-2009 Bruesa GBC ACB
- 2009-2011 CB Valladolid ACB
- 2012-2013 Autocid Ford Burgos LEB Oro